# Объединённая судостроительная корпорация
«Объединённая судострои́тельная корпора́ция» (ОСК) — российский государственный судостроительный холдинг. Штаб-квартира компании расположена в Санкт-Петербурге.
ОСК создана в соответствии с указом президента РФ № 394 от 21 марта 2007 года «Об открытом акционерном обществе „Объединённая судостроительная корпорация“». Предприятие зарегистрировано в середине ноября 2007 года.

## История
21 марта 2007 года был подписан указ президента России В. В. Путина № 394 "Об открытом акционерном обществе «Объединённая судостроительная корпорация». По указу в ОСК должны войти все государственные судостроительные активы — ФГУПы после акционирования и госпакеты крупных частных судостроительных предприятий.
Формально ОСК создана в 2007 году, зарегистрирована в Санкт-Петербурге. Возглавил совет директоров Сергей Нарышкин. В мае 2008, когда председатель правительства России В. В. Путин собрал своё первое руководящее совещание, было решено, что совет директоров ОСК возглавит Игорь Сечин.
В 2008 году убыток ОСК составил 9 млрд рублей, в 2009 году чистая прибыль составила 92 млн руб.
По данным на февраль 2010 года, в портфеле ОСК находилось больше 100 заказов.
Формирование ОСК завершилось в 2010 году. 1 ноября 2010 года между ОСК и французским судостроительным объединением DCNS было подписано соглашение о создании консорциума в области военного и гражданского кораблестроения, целью которого являлось совместное участие в тендерах.
24 мая 2019 года на судостроительном заводе «Лотос», входящем в ОСК, на воду спустили первый за постсоветское время туристический лайнер российского производства под названием «Пётр Великий».
Санкции:
В 2022 году, на фоне вторжения России на Украину, объединённая судостроительная корпорация внесена в санкционный список Евросоюза отмечая что часть кораблей построенных заводами холдинга «строилась на верфях, расположенных на территории незаконно аннексированного Крыма и Севастополя, что способствовало милитаризации Крымского полуострова»
7 апреля 2022 холдинг попал под санкции США так как «разрабатывает и строит большинство российских военных кораблей, включая и те, которые используются для обстрела городов Украины и причинения вреда гражданскому населению Украины». Также в санкционный список внесены 28 дочерних предприятий холдинга и восемь членов совета директоров.
2 августа 2022 Объединённая судостроительная корпорация внесена в санкционный список Канады «за содействие и поддержку неспровоцированного и неоправданного вторжения России в Украину».
По аналогичным основаниям холдинг включен в санкционные списки Великобритании, Швейцарии, Австралии, Японии, Украины и Новой Зеландии.
В августе 2023 г. ОСК была передана в доверительное управление банка ВТБ, чей глава Андрей Костин ещё в апреле в колонке для РБК писал о необходимости быстро перестроить российскую экономику под реалии.
Компания, по собственной информации, до 2023 года сдавала 19—20 судов в год. В 2023 году она передала гражданским заказчикам 25 судов. На 2024 год запланирована сдача около 36 судов.

## Структура
В состав Объединённой судостроительной корпорации (ОСК) вошли все государственные судостроительные активы и государственные пакеты акций в частных компаниях. Корпорация производит военные корабли и гражданские суда. Её структура включает региональные субхолдинги:
- Северный центр судостроения и судоремонта (Северодвинск)
- Западный центр судостроения (Санкт-Петербург и Калининград)
- Дальневосточный центр судостроения и судоремонта Архивная копия от 11 августа 2014 на Wayback Machine (Владивосток)
- Южный центр судостроения и судоремонта (Астрахань)

Северный центр судостроения и судоремонта и Западный центр судостроения ликвидированы в 2017 году.
В состав ОСК входит и ряд конструкторских бюро в области судостроения и морской техники.

## Собственники и руководство
Владелец 100 % акций компании — Российская Федерация.
Председатель совета директоров: Костин Андрей Леонидович
Председатель правления, генеральный директор (до июля 2020 — Президенты):
- Троценко Роман Викторович — с октября 2009 года — и. о. президента, с мая 2010 года по июль 2012 года — президент;
- Дьячков Андрей Аркадьевич — с 2012 года по май 2013 года;
- Шмаков, Владимир Иванович — с 24 мая 2013 года по 05 июня 2014 года;
- Рахманов, Алексей Львович — с 17 июня 2014 года по август 2023 года;
- Пучков Андрей Сергеевич — с августа 2023 года по н.в.

## Кредитные рейтинги
В 2024 году кредитное рейтинговое агентство НКР присвоило АО «ОСК» кредитный рейтинг AAA.ru со стабильным прогнозом.